# Pfarrkirche Klagenfurt-St. Jakob an der Straße

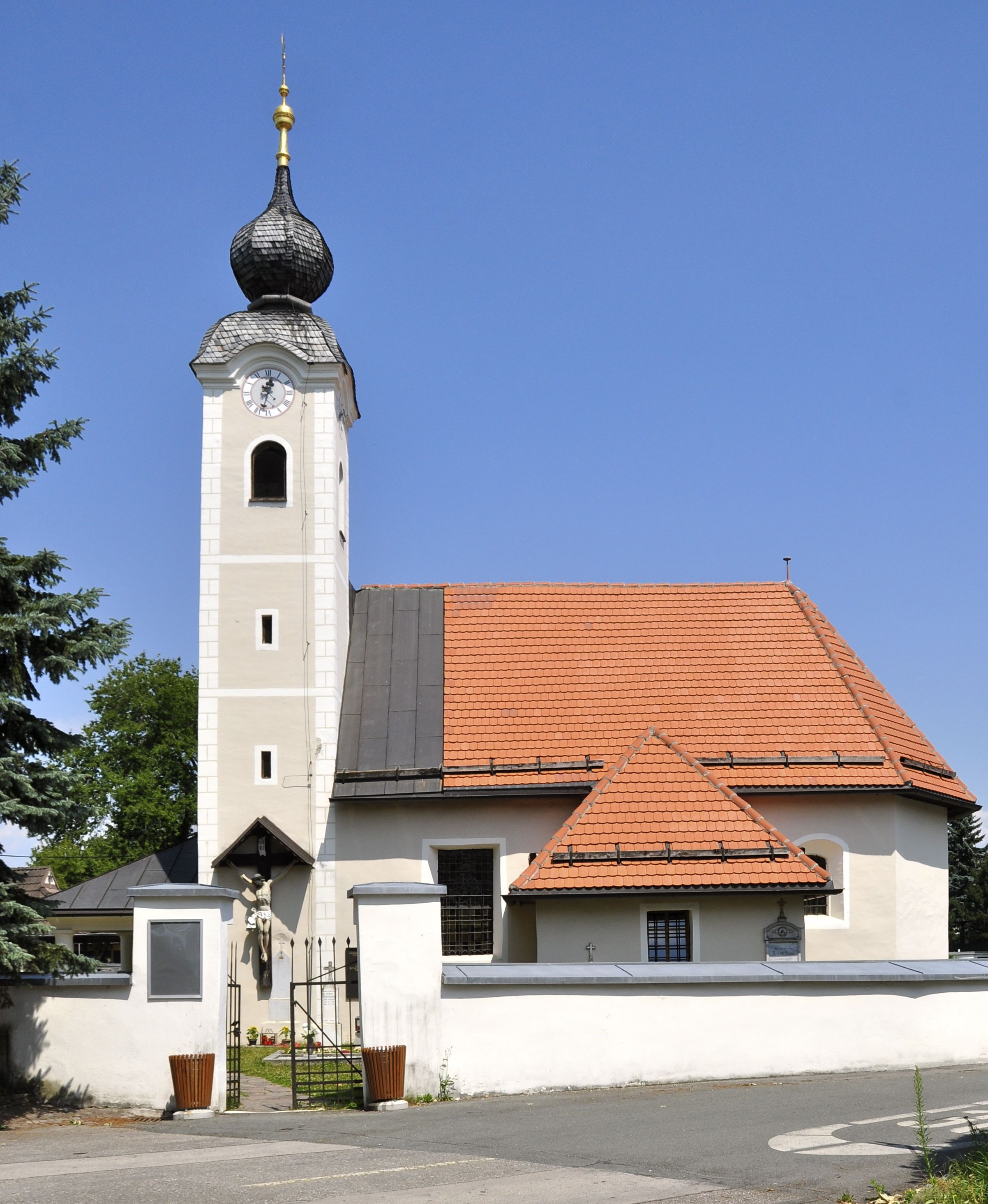
Katholische Pfarrkirche hl. Jakobus der Ältere in St. Jakob an der Straße

Die Pfarrkirche Klagenfurt-St. Jakob an der Straße steht in der Siedlung St. Jakob an der Straße im Stadtteil Hörtendorf der Stadtgemeinde Klagenfurt am Wörthersee in Kärnten. Die auf den heiligen Jakobus der Ältere geweihte römisch-katholische Pfarrkirche gehört zum Dekanat Klagenfurt-Stadt in der Diözese Gurk-Klagenfurt. Die Kirche und der Friedhof stehen unter Denkmalschutz (Listeneintrag).

## Geschichte
Eine Kirche wurde 1539 urkundlich genannt. 1787 Kuratie wurde die Kirche 1892 zur Pfarrkirche erhoben.

## Architektur
Die kleine Kirche mit einem barocken Turmanbau steht inmitten eines Friedhofes.
An das Langhaus schließt ein einjochiger Chor unter einem gratigen Kreuzgewölbe mit einem Fünfachtelschluss an. In der Nordwand des Chores ist eine kleine Sakramentsnische. Der breite Triumphbogen ist vom Langhaus kaum getrennt. Das Langhaus wurde in der barocken Zeit mit der Umgestaltung der Fenster und mit einer flachen Putzdecke verändert. Der barocke Turm im Südwesten trägt einen Zwiebelhelm aus 1766. Der Sakristeianbau steht östlich am Turm. Die Vorhalle steht auf Rundsäulen.
Das Kircheninnere zeigt im Langhaus ein barockes später überarbeitetes Deckenfresko Verklärung Christi nach dem Original von Raffael.

## Ausstattung
Der Hochaltar um 1660 mit vier Säulen und Knorpelwerk zeigt das Altarblatt hl. Jakobus und das barocke Bild Heiliges Haupt. Der rechte Seitenaltar aus der gleichen Bauzeit zeigt das Bild Anna Selbdritt.